# Szwajkiwka
Szwajkiwka (ukr. Швайківка) – wieś na Ukrainie, w obwodzie żytomierskim, w rejonie berdyczowskim, siedziba hromady. W 2001 liczyła 966 mieszkańców, wśród których 958 wskazało jako ojczysty język ukraiński, a 8 rosyjski.